# Minervina
Minervina was de eerste vrouw van keizer Constantijn de Grote en samen met hem, hadden ze een zoon Flavius Iulius Crispus. Zij waren een koppel tussen 303 en 307 na Chr.

## Biografie
Van haar leven is zo goed als niets gekend, zelf niet of ze gehuwd was met Constantijn. Wat zeker is dat zij in 307 de plaats moest ruimen voor Flavia Maxima Fausta, de tweede vrouw van Constantijn, de dochter van de Romeinse keizer Maximianus.